# إليمينيشن شامبر
إليمينيشن شامبر بالإنجليزية (Elimination Chamber) هو أحد المهرجانات التي تقدمها مؤسسة المصارعة الحرة الترفيهية wwe . تم عرض أول حدث عام 2010 .

## مواعيد وأماكن
| الحدث                  | التاريخ           | المدينة                          | المكان               | الحدث الرئيسي |
| ---------------------- | ----------------- | -------------------------------- | -------------------- | --- |
| إليمينيشن شامبر (2010) | February 21, 2010 | سانت لويس (ميزوري)، ميزوري       | إنتربرايس سنتر       | أندرتيكر (c) vs. كريس جيريكو, vs. رون كيلينغز vs. جون موريسون vs. ري ميستيريو vs. فيل بروكس in an Elimination Chamber match for the بطولة العالم للوزن الثقيل                                                   |
| إليمينيشن شامبر (2011) | February 20, 2011 | Oakland، كاليفورنيا              | أوراكل أرينا         | جون سينا vs. راندي أورتن vs شيمس vs. CM Punk vs. John Morrison vs. R-Truth in an Elimination Chamber match to determine the challenger for the بطولة العالم للدبليو دبليو إي للوزن الثقيل match at راسلمينيا 27 |
| إليمينيشن شامبر (2012) | February 19, 2012 | ميلواكي (ويسكونسن)، ويسكونسن     | Bradley Center       | John Cena vs. كين in an Ambulance match |
| إليمينيشن شامبر (2013) | February 17, 2013 | نيو أورلينز (لويزيانا)، لويزيانا | مركز سموثي كينج      | دوين جونسون (c) vs. CM Punk for the WWE Championship |
| إليمينيشن شامبر (2014) | February 23, 2014 | منيابولس، مينيسوتا               | تارغت سنتر           | Randy Orton (c) vs. John Cena vs. Sheamus vs. دانيال برايان vs. Cesaro vs. جيسون ريسو in an Elimination Chamber match for the بطولة العالم للدبليو دبليو إي للوزن الثقيل                                        |
| إليمينيشن شامبر (2015) | May 31, 2015      | كوربوس كريستي                    | American Bank Center | سيث رولينز (c) vs. دين أمبروز for the بطولة العالم للدبليو دبليو إي للوزن الثقيل |